# 노력

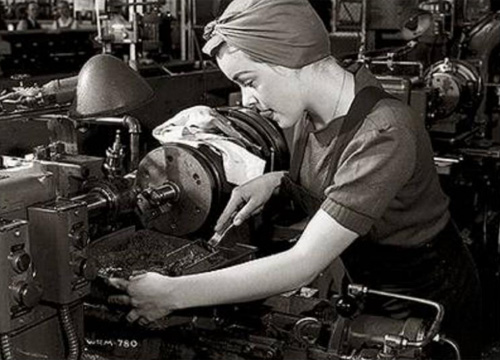

노력은 심리학에서 활동을 수행할 때의 주관적인 분투의 경험, 특히 정신 집중과 이에 필요한 에너지를 말한다. 많은 응용 분야에서 노력은 환자, 고객 또는 피실험자에 의해 간단히 보고된다. 보고된 노력과 뇌 영상과 같은 객관적인 측정간의 연관성을 확립하는 일부 작업이 있었다. 노력은 의학적, 심리적 진단 및 평가에서 진단 지표로 사용된다. 특히 기억 분야에서 심리학 실험의 지표로도 사용된다.
노화에 대한 연구에서 패트릭 래빗(Patrick Rabbitt)은 1960년대에 노력성 가설을 제안했다. 나이가 들수록 청력이 덜 예민해지기 때문에 사람들은 말한 내용을 이해하기 위해 추가적인 노력이 필요하며 이러한 노력으로 인해 내용을 기억하기가 더 어려워진다는 것이다.

## 같이 보기
- 코나투스